# Woodford (Wisconsin)
Woodford – jednostka osadnicza w Stanach Zjednoczonych, w stanie Wisconsin, w hrabstwie Lafayette.